# Club Deportivo Azkoyen
El Club Deportivo Azkoyen es un club de fútbol de España, de la localidad de Peralta en Navarra. Fue fundado en 1927. Ha participado 25 temporadas en Tercera División y 3 temporadas en Segunda División B. Actualmente compite en categoría Tercera División

## Historia

### Comienzos
Fundado en 1927. Asciende por primera vez a Tercera División en 1952 y prácticamente se mantiene en esta categoría de manera consecutiva hasta mediados los años 60. En 1965, el club desciende a Regional.
En 1991 el Azkoyen consigue de nuevo el ascenso a Tercera División y consigue asentarse en el grupo XV a partir de 1995 se le considera uno de los equipos fuertes del grupo. Consigue un subcampeonato en 1998/99 y se proclama campeón en 2001/02.

### Los tres años en 2.ªB
En la temporada 2002/03 debuta en Segunda División B siendo máximo goleador Oscar Mendoza González con 27 goles. Aunque no consigue la permanencia regresa en 2004/05 tras proclamarse campeón de Tercera el año anterior. Este año consigue una digna clasificación quedando el 14.º.  En 2005/06 es último y desciende para empezar un declive que le llevará de nuevo a jugar en Regional.
Durante estos años el club por motivos de patrocinio; cambió de nombre por el de Club Multideporte Peralta.

### Actualidad
Tras un paso fugaz por Tercera en 2011/12, militó hasta la temporada 2020/2021 entre la Regional Preferente y la Primera Autonómica de Navarra. En la temporada 2019/2020, el CD Azkoyen consiguió el ascenso a Primera Autonómica de Navarra de forma automática tras la cancelación de la competición tras 21 jornadas disputadas debido a la pandemia ocasionada por el COVID-19, después de haber estado las 21 jornadas en la primera posición de la tabla.
En esta última temporada, se proclamó campeón del grupo B de la Primera Autonómica de Navarra a falta de 2 partidos para el fin de la competición, logrando el ansiado ascenso a la Tercera División, en la cual milita está presente temporada, 2021/2022.

### Cambios de nombre
- Club Deportivo Azcoyen — (1927–2002)
- Club Multideporte Peralta — (2002–07)
- Club Deportivo Azkoyen — (2007–Actualidad)

## Otros datos

### Nombre del Club
Azkoyen o Azkoien es la traducción en euskera del nombre del municipio, su escudo hace referencia a los símbolos de la ciudad: el puente y una antigua torre defensiva de Peralta.
El cambio de nombre se debió a que una de las empresas de la localidad, también llamada Azkoyen era la patrocinadora del equipo, al finalizar esta relación y ser sustituido en su patrocinio por Jofemar, otra empresa de Peralta y además competidora comercial de la primera, se decidió el cambio de nombre.

## Equipaciones
- 1ª Equipación: camiseta blanca, pantalón corto blanco y medias blancas. (Franjas negras).
- 2ª Equipación: camiseta negra, pantalón corto negro y medias negras. (Franjas blancas).

## Estadio
El actual campo de juego es el Campo de Las Luchas en Peralta, perteneciente al Ayuntamiento de la localidad y situado en C/ del Río 51; 31350. Es un campo de hierba artificial con unas dimensiones de 101 x 66 metros y un aforo de 2500 personas con una grada lateral derecha cubierta, 4 filas de gradas, dos de ellas con asientos y dos sin ellos y una grada lateral izquierda sin cubrir, 4 filas de gradas sin asientos.
Anteriormente se jugó en el campo de hierba natural Nuestra Señora de Nieva

## Resultados Temporada 2019-20

#### Regional Preferente de Navarra Grupo II
| Jornada | Partido                   | Lugar de juego | Resultado |
| ------- | ------------------------- | -------------- | --------- |
| 1       | Lodosa - Azkoyen          | Lodosa         | 0-3       |
| 2       | Azkoyen - Valtierrano     | Peralta        | 2-0       |
| 3       | Azkoyen - Cabanillas      | Peralta        | 3-1       |
| 4       | San Adrián - Azkoyen      | San Adrián     | 0-2       |
| 5       | Azkoyen - Injerto         | Peralta        | 2-0       |
| 6       | Buñuel - Azkoyen          | Buñuel         | 1-2       |
| 7       | Azkoyen - Marcilla Aurora | Peralta        | 3-0       |
| 8       | Aluvión - Azkoyen         | Cascante       | 0-4       |
| 9       | Azkoyen - Cortes "B"      | Peralta        | 2-0       |
| 10      | Ablitense - Azkoyen       | Ablitas        | 2-0       |
| 11      | Azkoyen - Cadreita        | Peralta        | 5-1       |
| 12      | Santacara - Azkoyen       | Santacara      | 3-1       |
| 13      | Azkoyen - Larrate         | Peralta        | 2-1       |
| 14      | Lerinés - Azkoyen         | Lerín          | 2-2       |
| 15      | Azkoyen - Muskaria        | Peralta        | 3-0       |
| 16      | Azkoyen - Lodosa          | Peralta        | 3-0       |
| 17      | Valtierrano - Azkoyen     | Valtierra      | 0-0       |
| 18      | Cabanillas - Azkoyen      | Cabanillas     | 4-1       |
| 19      | Azkoyen - San Adrián      | Peralta        | 6-1       |
| 20      | Injerto - Azkoyen         | Berbinzana     | 1-4       |
| 21      | Azkoyen - Buñuel          | Peralta        | 5-2       |
| 22      | Marcilla Aurora - Azkoyen | Marcilla       | Cancelado |
| 23      | Azkoyen - Aluvión         | Peralta        | Cancelado |
| 24      | Cortes "B" - Azkoyen      | Cortes         | Cancelado |
| 25      | Azkoyen - Ablitense       | Peralta        | Cancelado |
| 26      | Cadreita - Azkoyen        | Cadreita       | Cancelado |
| 27      | Azkoyen - Santacara       | Peralta        | Cancelado |
| 28      | Larrate - Azkoyen         | Carcastillo    | Cancelado |
| 29      | Azkoyen - Lerinés         | Peralta        | Cancelado |
| 30      | Muskaria - Azkoyen        | Arguedas       | Cancelado |

## Temporadas Pasadas

### Resultados temporada 2018-19

#### Primera Autonómica de Navarra
| Jornada | Partido                 | Lugar de Juego  | Resultado                                                     |
| ------- | ----------------------- | --------------- | ------------------------------------------------------------- |
| 1       | River Ega - Azkoyen     | Andosilla       | 0-0                                                           |
| 2       | Azkoyen - Peña Azagresa | Peralta         | 1-2                                                           |
| 3       | Oberena - Azkoyen       | Pamplona        | 0-3                                                           |
| 4       | Azkoyen - Erriberri     | Peralta         | 0-1                                                           |
| 5       | Lourdes - Azkoyen       | Tudela          | 0-1                                                           |
| 6       | Azkoyen - Infanzones    | Peralta         | 1-0                                                           |
| 7       | Idoya - Azkoyen         | Oteiza          | 2-4                                                           |
| 8       | Azkoyen - Valtierrano   | Peralta         | 1-1                                                           |
| 9       | Gares - Azkoyen         | Puente La Reina | 1-0                                                           |
| 10      | Azkoyen - Fontellas     | Peralta         | 1-1                                                           |
| 11      | Murchante - Azkoyen     | Murchante       | 2-2                                                           |
| 12      | Azkoyen - Mendi         | Peralta         | 2-3                                                           |
| 13      | Aoiz - Azkoyen          | Aoiz            | 2-1                                                           |
| 14      | Azkoyen - Bidezarra     | Peralta         | 1-3                                                           |
| 15      | Azkoyen - Iruña         | Peralta         | 1-1                                                           |
| 16      | Beti Casedano - Azkoyen | Caseda          | 0-2                                                           |
| 17      | Azkoyen - Ablitense     | Peralta         | 4-0                                                           |
| 18      | Azkoyen - River Ega     | Peralta         | 1-1                                                           |
| 19      | Peña Azagresa - Azkoyen | Azagra          | 5-0                                                           |
| 20      | Azkoyen - Oberena       | Peralta         | 0-2                                                           |
| 21      | Erriberri - Azkoyen     | Olite           | 2-3                                                           |
| 22      | Azkoyen - Lourdes       | Peralta         | 1-0                                                           |
| 23      | Infanzones - Azkoyen    | Obanos          | 3-2                                                           |
| 24      | Azkoyen - Idoya         | Peralta         | 1-1                                                           |
| 25      | Valtierrano - Azkoyen   | Valtierra       | 1-1                                                           |
| 26      | Azkoyen - Gares         | Peralta         | 0-0                                                           |
| 27      | Fontellas - Azkoyen     | Fontellas       | 0-1                                                           |
| 28      | Azkoyen - Murchante     | Peralta         | 0-3                                                           |
| 29      | Mendi - Azkoyen         | Mendigorria     | 2-1                                                           |
| 30      | Azkoyen - Aoiz          | Peralta         | 0-2                                                           |
| 31      | Bidezarra - Azkoyen     | Noáin           | 0-0                                                           |
| 32      | Iruña - Azkoyen         | Pamplona        | 1-2 Recurrido por alineación indebida: Resultado oficial: 3-0 |
| 33      | Azkoyen - Beti Casedano | Peralta         | 2-1                                                           |
| 34      | Ablitense - Azkoyen     | Ablitas         | 1-2                                                           |

#### Juvenil Liga Nacional
| Jornada | Partido                 | Lugar de Juego    | Resultado |
| ------- | ----------------------- | ----------------- | --------- |
| 1       | Cirbonero - Azkoyen     | Cintruénigo       | 1-0       |
| 2       | Azkoyen - Baztan        | Peralta           | 3-1       |
| 3       | Amigó - Azkoyen         | Pamplona          | 5-2       |
| 4       | Azkoyen - Peña Sport    | Peralta           | 1-2       |
| 5       | Azkoyen - Beti Onak     | Peralta           | 3-0       |
| 6       | Txantrea - Azkoyen      | Pamplona          | 4-2       |
| 7       | Azkoyen - Pamplona      | Peralta           | 1-3       |
| 8       | Mutilvera - Azkoyen     | Mutilva           | 1-1       |
| 9       | Azkoyen - San Juan      | Peralta           | 0-1       |
| 10      | Gazte Berriak - Azkoyen | Pamplona          | 4-0       |
| 11      | Azkoyen - Osasuna       | Peralta           | 1-4       |
| 12      | Burlades - Azkoyen      | Burlada           | 3-0       |
| 13      | Azkoyen - Itaroa Huarte | Peralta           | 5-2       |
| 14      | Izarra - Azkoyen        | Estella           | 3-0       |
| 15      | Azkoyen - Lagunak       | Peralta           | 1-0       |
| 16      | Azkoyen - Cirbonero     | Peralta           | 0-2       |
| 17      | Baztan - Azkoyen        | Elizondo (Baztan) | 0-3       |
| 18      | Azkoyen - Amigó         | Peralta           | 2-3       |
| 19      | Peña Sport - Azkoyen    | Tafalla           | 2-1       |
| 20      | Beti Onak - Peralta     | Villava           | 1-2       |
| 21      | Azkoyen - Txantrea      | Peralta           | 1-3       |
| 22      | Pamplona - Peralta      | Pamplona          | 5-0       |
| 23      | Azkoyen - Mutilvera     | Peralta           | 1-2       |
| 24      | San Juan - Azkoyen      | Pamplona          | 2-2       |
| 25      | Azkoyen - Gazte Berriak | Peralta           | 2-2       |
| 26      | Osasuna - Azkoyen       | Pamplona          | 3-1       |
| 27      | Peralta - Burlades      | Peralta           | 0-0       |
| 28      | Itaroa Huarte - Azkoyen | Huarte            | 0-2       |
| 29      | Azkoyen - Izarra        | Peralta           | 0-3       |
| 30      | Lagunak - Azkoyen       | Barañáin          | 7-1       |

## Todas las temporadas (equipo sénior)
| Temporada      | División | Puesto |
| -------------- | -------- | ------ |
| De 1929 a 1952 | Regional | —      |
| 1952/53        | 3.ª      | 14.º   |
| 1953/54        | 3.ª      | 14.º   |
| 1954/55        | 3.ª      | 10.º   |
| 1955/56        | 3.ª      | 9.º    |
| 1956/57        | 3.ª      | 2.º    |
| 1957/58        | 3.ª      | 7.º    |
| 1958/59        | 3.ª      | 9.º    |
| 1959/60        | 3.ª      | 16.º   |
| 1960/61        | Regional | —      |
| 1961/62        | 3.ª      | 13.º   |
| 1962/63        | 3.ª      | 13.º   |
| 1963/64        | 3.ª      | 13.º   |
| 1964/65        | 3.ª      | 16.º   |
| De 1964 a 1991 | Regional | —      |

| Temporada | División | Puesto |
| --------- | -------- | ------ |
| 1991/92   | 3.ª      | 7.º    |
| 1992/93   | 3.ª      | 19.º   |
| 1993/94   | Regional | —      |
| 1994/95   | Regional | —      |
| 1995/96   | 3.ª      | 8.º    |
| 1996/97   | 3.ª      | 9.º    |
| 1996/97   | 3.ª      | 4.º    |
| 1998/99   | 3.ª      | 2.º    |
| 1999/00   | 3.ª      | 9.º    |
| 2000/01   | 3.ª      | 7.º    |
| 2001/02   | 3.ª      | 1.º    |
| 2002/03   | 2.ªB     | 19.º   |
| 2003/04   | 3.ª      | 1.º    |
| 2004/05   | 2.ªB     | 14.º   |
| 2005/06   | 2.ªB     | 20.º   |

| Temporada | División                              | Puesto |
| --------- | ------------------------------------- | ------ |
| 2006/07   | 3.ª                                   | 18.º   |
| 2007/08   | Reg. Pref.                            | 12.º   |
| 2008/09   | Reg. Pref.                            | 10.º   |
| 2009/10   | Reg. Pref.                            | 2.º    |
| 2010/11   | Reg. Pref.                            | 1.º    |
| 2011/12   | 3.ª                                   | 19.º   |
| 2012/13   | Reg. Pref.                            | 2.º    |
| 2013/14   | Reg. Pref.                            | 5º     |
| 2014/15   | Reg. Pref.                            | 6.º    |
| 2015/16   | Autonómica                            | 9.º    |
| 2016/17   | Autonómica                            | 16.º   |
| 2017/18   | Reg. Pref.                            | 1.º    |
| 2018/19   | Autonómica                            | 15.º   |
| 2019/20   | Reg. Pref.                            | 1.º    |
| 2020/21   | Autonómica                            | 1.º    |
| 2021/22   | Tercera División de España - Grupo XV | 10.º   |

## Total de temporadas por categoría (equipo sénior)
| Estadística                                  | Cantidad |
| -------------------------------------------- | -------- |
| Temporadas en 1.ª                            | 0        |
| Temporadas en 2.ª                            | 0        |
| Temporadas en 2ª B                           | 3        |
| Temporadas en 3.ª                            | 25       |
| Temporadas en Primera Autonómica de Navarra  | 4        |
| Temporadas en Regional Preferente de Navarra | 10       |
| Temporadas en Regional de Navarra            | 55       |
| Total                                        | 97       |

## Palmarés (equipo sénior)
- Subcampeón del Campeonato de España de Aficionados: 1 (1958)
- Campeón de Tercera División: 2 (2001/02, 2003/04)
- Subcampeón de Tercera División: 2 (1956/57, 1998/99)
- Mejor puesto en liga: 14º en Segunda División B (2004/05)
- Temporadas en Segunda División B: 3 (2002/03, 2004/05, 2005/06)
- Participaciones en Promoción a Segunda División B: 3 (1998/99, 2001/02, 2003/04)
- Temporadas en Tercera División: 25
- Participaciones en Copa del Rey: 2 (2002, 2004)

## Equipos pertenecientes al club
- Categoría Sénior: Tercera División Gr. XV

### Cantera 2021-22
- Categoría Juvenil: Primera Juvenil
- Categoría Cadete: Liga Cadete Navarra / Segunda Cadete
- Categoría Infantil: Primera y Segunda infantil Navarra

- Categorías Alevín (2)
- Categoría Benjamin (2)